# الحجيج (عفرين)
الحجيج قرية سوريّة تتبع إداريّاً لمحافظة حلب منطقة عفرين ناحية راجو، بلغ تعداد سكانها 319 نسمة حسب التعداد السكاني لعام 2004.